# Yuri Presekin
Yuri Presekin (Unión Soviética, 29 de octubre de 1961) es un nadador soviético retirado especializado en pruebas de estilo libre, donde consiguió ser campeón olímpico en 1980 en los 4x200 metros estilo libre.

## Carrera deportiva
En los Juegos Olímpicos de Moscú 1980 ganó la medalla de oro en los relevos de 4x200 metros estilo libre, con un tiempo de 7:23.50 segundos, por delante de la República Democrática Alemana (plata) y Brasil (bronce), siendo sus compañeros de equipo los nadadores: Sergey Kopliakov, Vladimir Salnikov, Ivar Stukolkin, Andrey Krylov, Sergey Rusin y Sergey Krasyuk.